# Lubna Ahmad al-Hussein
Lubna Ahmad al-Hussein, född 1973 i Khartoum, Sudan, är en sudanesisk journalist.
Al-Hussein har under sin karriär kritiserat den sudanesiska regimens förtryck av kvinnor, och är framför allt känd för att hon den 3 juli 2009 tillsammans med tolv andra kvinnor greps av polisen på en restaurang i Khartoum eftersom hon hade byxor på sig. Enligt § 152 i sudanesisk lag, som bygger på islamisk lag (sharia) är det ett brott för kvinnor att bära byxor; det anses vara "osedlig klädsel" och bestraffas med 40 piskrapp samt böter. Al-Hussein förklarades den 7 september skyldig och dömdes till böter på 500 sudanesiska pund, men slapp spöstraff. Hon vägrade dock att betala böterna och dömdes därför till en månads fängelse.
Fallet uppmärksammades av medier över hela världen och av organisationer som Internationella PEN-klubben och Amnesty International. Hon har skrivit en bok om händelsen, 40 piskrapp för ett par byxor, som kom i svensk översättning (av Camilla Nilsson) 2010 på Sekwa förlag.